# Late Night with the Devil
Pour plus de détails, voir Fiche technique et Distribution.
Late Night with the Devil, ou Ce soir avec le diable au Québec, est un film australo-américain-émiratie réalisé par Cameron Cairnes et Colin Cairnes et sorti en 2023,.
Le film présente les évènements tragiques d'un talk-show américain jamais montré depuis sa première diffusion en direct dans la nuit d’Halloween 1977. Tentant de gonfler l'audimat, le présentateur d'alors invita une jeune fille prétendument possédée pour réaliser la toute première interview télévisée de l'histoire d'un démon devant des millions de téléspectateurs.

## Synopsis
Le prologue du film se présente comme un documentaire enquêtant sur un événement inexpliqué survenu la nuit d'Halloween 1977, lors de la diffusion en direct d'un épisode de la sixième saison de l'émission de variétés à succès Night Owls with Jack Delroy (Oiseaux de Nuit avec Jack Delroy dans sa version française), qui fait concurrence à The Tonight Show Starring Johnny Carson en termes d'audimat.
Grâce à ses relations avec des célébrités, l'animateur de Night Owls, Jack Delroy, basé à New York, se rend régulièrement à « The Grove », un camp d'élite californien pour hommes riches et puissants. Après la mort de sa femme Madeleine, atteinte d'un cancer, Night Owls arrête sa production. Jack finit par revenir et, afin d'améliorer l'audience de l'émission, produit un épisode spécial sur le thème de l'occultisme à l'occasion d'Halloween. Les invités spéciaux de cet épisode sont Christou, médium autoproclamée, Carmichael Haig, sceptique et ancien magicien, June Ross-Mitchell, auteur parapsychologue, et le dernier sujet de June, Lilly D'Abo, âgée de 13 ans, qui est prétendument possédée par un esprit démoniaque.
Pendant l'émission, Christou a une prémonition à propos d'une personne nommée « Minnie », dont Jack révèle qu'il s'agit du surnom qu'il donnait à Madeleine. Le médium tombe ensuite malade avant de commencer à vomir un liquide noir puis est transporté d'urgence à l'hôpital. Dans le segment suivant, June présente Lilly, la seule survivante d'un suicide collectif d'une église satanique et de son chef Szandor D'Abo qui vénérait Abraxas. Jack la convainc de conjurer le démon qui est en elle et que Lilly surnomme « M. Wriggles ». Pendant une pause publicitaire, l'équipe informe Jack que Christou est mort d'une hémorragie dans l'ambulance.
Pendant la séance de magie de June, Lilly est possédée et lévite sur sa chaise. Le démon indique qu'il a déjà rencontré Jack « sous les grands arbres », révélant que Jack et June ont une relation amoureuse et suggérant que Jack voulait que sa femme soit « hors du chemin ». La possession de Lilly s'estompe et le spectacle continue.
Carmichael défie June en soumettant l'assistant de Jack, Gus McConnell, à une démonstration d'hypnotisme, au cours de laquelle presque tout le monde dans le studio voit des vers sortir de sa peau. Lorsque l'équipe de production rembobine les images, il s'avère que la démonstration n'était qu'une hallucination commune vécue par presque tout le monde dans le studio ; cependant, le phénomène surnaturel qui s'est produit pendant la conjuration de June n'est pas altéré dans l'enregistrement. Jack est horrifié lorsqu'il aperçoit le fantôme de Madeleine derrière lui sur les images, mais Carmichael l'accuse d'avoir orchestré les événements. Lilly est à nouveau possédée ; sa tête se fend alors et commence à briller comme de la lave. Elle tue brutalement Gus, June et Carmichael, et Jack est soudain transporté dans une version cauchemardesque de la série.
Il revit des moments du passé de la série avant qu'il ne soit révélé qu'il a bien un lien avec le démon qui possède Lilly ; il l'a rencontré lors d'une cérémonie à The Grove, où il a fait un pacte avec le Diable en sacrifiant l'âme de sa femme en échange de la célébrité et du succès télévisuel de Night Owls. Il est ainsi indirectement responsable du cancer de Madeleine. Le fantôme de Madeleine supplie Jack d'abréger ses souffrances, car le cancer la fait souffrir. À l'aide de la dague rituelle Athame de l'ancien culte satanique de Lilly, il la poignarde à mort, et la scène se déplace soudain dans le studio désormais vide. Jack, horrifié, réalise qu'il a poignardé Lilly en direct à la télévision. Il se tient debout au-dessus des corps de ses invités morts, tandis que les sirènes de la police s'approchent au loin tout en se répétant à lui-même de se réveiller.

## Fiche technique
- Titre original : Late Night with the Devil
- Titre québécois : Ce soir avec le diable
- Réalisation : Cameron Cairnes et Colin Cairnes
- Scénario : Cameron Cairnes et Colin Cairnes
- Production exécutive : Mat Govoni, Adam Blanc, John Molloy, Roy Lee, Steven Schneider, Derek Dauchy
- Sociétés de production : Image Nation Abu Dhabi, Vicscreen, Cinetic Media, AGC Studios, Good Fiend Films, Future Pictures, Spooky Pictures
- Sociétés de distribution : IFC Films, Shudder (États-Unis), Umbrella Entertainment, Maslow Entertainment, Ahi Films (Australie) Wild Bunch Distribution (France)
- Pays de production :  Australie /  États-Unis /  Émirats arabes unis
- Langue originale : anglais
- Genre : horreur
- Durée : 93 minutes
- Dates de sortie : 
  - États-Unis : 22 mars 2024
  - France  : 25 juillet 2024 (VOD)

## Distribution
- David Dastmalchian (VFB : Nicolas Matthys) : Jack Delroy
- Laura Gordon (VFB : Delphine Moriau) : June Ross-Mitchell
- Ingrid Torelli (VFB : Aaricia Dubois) : Lilly D’Abo
- Ian Bliss (en) (VFB : Michelangelo Marchese) : Carmichael Haig
- Fayssal Bazzi (en) (VFB : Antoni Lo Presti) : le médium Christou
- Rhys Auteri (VFB : Michel Hinderyckx) : Gus McConnell
- Josh Quong Tart (en) (VFB : Karim Barras) : Leo Fiske
- Georgina Haig (VFB : Sophie Landresse) : Madeleine Piper
- Steve Mouzakis (en) : Szandor D’Abo
- Paula Arundell (en) : Diane
- Christopher Kirby (en) (VFB : Emmanuel Dell'Erba) : Phil
- John O'May (en) : Walker Bedford
- Michael Ironside (VFB : Daniel Nicodème) : le narrateur (voix)

## Production
Le tournage de Late Night with the Devil a été annoncé le 13 février 2022, avec le studio émirati Image Nation et le label de genre américain Spooky Pictures. Décrivant leur décision de baser Late Night with the Devil sur un talk-show de fin de soirée, le duo scénariste-réalisateur Cameron et Colin Cairnes a déclaré : « Dans les années 70 et 80, il y avait quelque chose d'un peu dangereux dans la télévision de fin de soirée. Les talk-shows en particulier étaient une fenêtre sur un étrange monde adulte. Nous avons pensé que combiner cette atmosphère chargée en direct avec le surnaturel pourrait créer une expérience cinématographique particulièrement effrayante. »
Les frères Cairnes ont proposé le rôle de Jack Delroy à David Dastmalchian après avoir lu un article que Dastmalchian avait écrit pour le magazine Fangoria sur les animateurs régionaux de séries télévisées d'horreur. Dastmalchian a accepté le rôle après avoir reçu un lookbook conçu pour ressembler à un TV Guide des années 1970, ainsi que le scénario du film.
Le casting de Dastmalchian a été annoncé le 24 juin 2022.
Late Night with the Devil a été tourné à Melbourne, en Australie. Le film utilise des effets spéciaux pratiques (en), notamment des marionnettes, ainsi que des effets visuels numériques. Les cartons d'inserts séparant les séquences live ont été générés par intelligence artificielle, déclenchant une polémique sur l'utilisation de cet outil au cinéma.

## Réception presse
Le magazine Premiere salue l'immersion réussie du film dans la mentalité des années 1970. 
Le magazine Variety fait l’éloge de la conception, de la production et des aspects techniques du film, ainsi que de sa distribution. 
Le RogerEbert.com souligne l'inventivité du film ainsi que de l'utilisation de la culture des années 70. 
Le Bloody Disgusting souligne également l’ingéniosité et la reconstitution minutieuse de l’époque où se déroule le film dans une ambiance très Halloween. 
L'hebdomadaire The Austin Chronicle a apprécié le scénario ainsi que les jeux d'acteurs. 
The Observer parle quant à lui des éléments satiriques et comiques du film, le qualifiant d'intelligent, cynique et parfois diablement drôle.

## Accueil critique
Sur l’agrégateur français Allociné, Late Night with the Devil obtient une note moyenne de 3,5/5 à partir de l'interprétation de 64 critiques de presse.
Aux États-Unis, le film obtient 97% d'opinions favorables sur l'agrégateur Rotten Tomatoes pour 229 critiques collectés et une moyenne de 7,2⁄10. Sur Metacritic, il obtient une note moyenne de 72⁄100 pour 22 critiques.